# Armírozás
Az armírozás terméskő épületek építésénél szokásos falazási módszer: a kőhomlokzatok sarokköveinek kidomborítása a homlokzat teljes magasságában vagy szakaszosan (PNL). Ehhez a sarkokat a falakba rakottaknál nagyobb, soronként váltakozó hosszú kváderkövekből építik ki úgy, hogy ún. futó és kötő kövek váltják egymást (Sulinet, EMMTT).
Általában a vastag falú tornyok sarkait rakták így, nagyobb kövekkel. Kettős célt szolgált: erősítette és díszítette a falsarkokat. Szép példája a hollókői vár öregtornya (Várszótár).
Az itáliai reneszánsz paloták gyakori dísze a szabályosan metszett kváderekkel, plasztikusan kialakított armírozás. A sötétebb téglahomlokzatokat a francia és a németalföldi építészetben is gyakorta világos kváderkövekből rakott armírozással díszítik, emelik ki. Az eklektika egyik jellemző stíluseleme a vakolatból készített (látszólagos) armírozás (MNL).